# Att tjäna dem i alla mina dagar
Att tjäna dem i alla mina dagar (originaltitel: To Serve Them All My Days) är en roman av R. F. Delderfield som på originalspråk först publicerades 1972. I svensk översättning gavs den med början 1982 ut i tre delar - Nytt liv, Rektorn, och Cirkeln slutes.
Romanen tar sin början under Första världskriget och kretsar kring den walesiske gruvarbetarsonen David Powlett-Jones, som, efter att ha blivit svårt skadad och hemskickad från skyttegravarna i Frankrike, på grund av Englands stora lärarbrist får ett tillfälligt jobb som historielärare på en engelsk privatskola för privilegierade unga överklasspojkar. Krocken mellan Powlett-Jones fattiga gruvarbetarbakgrund och den privilegierade värld som både hans elever och välutbildade kollegor härstammar från gör att den första tiden på skolan blir problematisk; samtidigt som hans krigsskada och plågsamma minnen från skyttegravarna alltjämt gör sig påminda.
Romanen filmatiserades 1980 av brittiska BBC, med John Duttine i huvudrollen som David Powlett-Jones.